# Солисты Екатерины Великой
Солисты Екатерины Великой — российский коллектив, специализирующийся в области исторического исполнительства. Усилиями музыкантов ансамбля возвращается из забвения русская музыка XVIII века. Своё имя ансамбль взял в честь плеяды великих музыкантов, служивших при дворе Екатерины Великой. Это время музыканты считают забытым Золотым Веком русской музыки.

## Оперные постановки
Особым направлением деятельности ансамбля является возрождение забытых произведений, созданных композиторами, в XVIII веке работавшими при российском императорском дворе. Среди премьер ансамбля инструментальные произведения Луиджи Скьятти, Джованни Пьянтанины, а также оперные постановки сочинений Иоганна Маттезона, Джованни Паизиелло, Висенте Мартина-и-Солера.

### «Борис Годунов» И. Маттезона
В 2007 году силами ансамбля была поставлена опера Иоганна Маттезона «Борис Годунов» (1710, Гамбург) — первая барочная опера на русский сюжет. Европейская премьера прошла в Гамбурге, Санкт-Петербурге (Михайловский театр) и Москве (театр «Новая Опера»). Постановка стала «одной из первых отечественных попыток воссоздать на сцене эстетику барочного театра»..

### «Мнимые философы» Дж. Паизиелло
В 2003 году в Эрмитажном театре и на фестивале старинной музыки в Утрехте силами ансамбля (в расширенном составе он называется Оркестр Екатерины Великой) была поставлена любимая опера Екатерины II «Мнимые философы», сочинённая её придворным капельмейстером Джованни Паизиелло. Тогда впервые была возрождена одна из блестящих опер забытого русского оперного наследия XVIII века.

## Состав
- Андрей Решетин — художественный руководитель, скрипка
- Андрей Пенюгин — скрипка, альт
- Анна Бурцева — виолончель
- Ирина Шнеерова — клавесин

## Записи
- А. Вивальди «Времена года»
- Д. Паизиелло «Мнимые фильсофы» Акт I
- Д. Паизиелло «Мнимые фильсофы» Акт II

## Участие в фестивалях и конкурсах
- 2008 год. Фестиваль Earlymusic.